# Ochlesis alii
Ochlesis alii är en kräftdjursart som beskrevs av J. L. Barnard 1970. Ochlesis alii ingår i släktet Ochlesis och familjen Ochlesidae. Inga underarter finns listade i Catalogue of Life.